# Линьков, Александр Павлович
Александр Павлович Линьков (1 марта 1906, Москва, Российская империя — 22 ноября 1991, там же, СССР) — советский инженер, краевед, коллекционер, конструктор и химик.

## Биография
Родился 1 марта 1906 года в Москве в семье владельца вышивальной мастерской на Цветном бульваре. И отец и мать будущего историка занимались пошивочным бизнесом, сначала они приобрели одну вышивальную машину, затем ещё пять и родители выполняли сложные работы, приобретая модели за рубежом и дело отца развивалось стремительными темпами. Благодаря заслугам отца, сын поступил в первую казённую гимназию на Лубянке. В годы Первой мировой войны отца призвали на фронт и дело продолжила его мать. Во время становления РСФСР данная пошивочная мастерская была ликвидирована. В 1930-х годах он как сын крупного помещика и промышленника был репрессирован и обвинён во вредительстве и отправлен в ссылки — сначала в Ново-Николаевск, затем поселения на Волге и в конце 1930-х годов обвинения с него были сняты. В годы ВОВ работал на Челябинском танковом заводе, а в 1946 году устроился на работу в Германию, где он занимался демонтажем заводского оборудования, предназначенного для вывоза в СССР вплоть до 1951 года. Находясь в Германии в совершенстве освоил немецкий язык и прочёл наизусть оригинальный текст произведения Гёте. В 1950-е годы устроился на работу в ЦНИТИ конструктором. В 1980-е годы публиковал свои научные труды в газете МК.
Скончался 22 ноября 1991 года в Москве. Похоронен на Хованском кладбище.